# Yves Bissouma
Yves Bissouma (* 30. srpna 1996 Issia) je malijský profesionální fotbalista, který hraje na pozici středního záložníka za anglický klub Tottenham Hotspur FC a za malijský národní tým.

## Klubová kariéra
Bissouma se narodil v Pobřeží slonoviny, ale vyrůstal v Mali, kde začal svou fotbalovou kariéru.

### Lille
Dne 7. července 2016, čtyři měsíce po příchodu do francouzského Lille OSC z AS Real Bamako, podepsal Bissouma svou první profesionální smlouvu s klubem, a to na tři roky. V klubu debutoval 20. září, když odehrál celé utkání 6. ligového kola proti Toulouse. V průběhu sezóny začal pravidelně nastupovat, a svoji první branku vstřelil 11. února 2017 do sítě Angers; v utkání však obdržel i svoji první červenou kartu v kariéře a vynechal dva následující zápasy. V březnu 2017 prodloužil smlouvu s francouzským klubem do roku 2021. V létě přicházel velký zájem na adresu Bissoumy z Anglie a Německa, Lille však mladého záložníka pustit nechtělo a údajně za něho odmítlo i 25 milionů eur.
V sezóně 2017/18 se Bissouma stal již pravidelným členem základní sestavy; postavení Lille se ve francouzské lize však velmi zhoršilo, když do posledního kola bojoval o udržení v Ligue 1. Svou první ligovou branku v sezóně vstřelil až v 35. kole, a to při výhře 3:1 proti FC Metz. V následujícím zápase se opět střelecky prosadil, a to do sítě Toulouse.

### Brighton & Hove Albion
Dne 17. července 2018 přestoupil Bissouma za částku okolo 20 miliónů euro do anglického Brightonu & Hove Albion. S klubem podepsal pětiletou smlouvu. Bissouma v klubu debutoval v prvním kole sezóny 2018/19 proti Watfordu, když v 60. minutě vystřídal Pascala Große. V základní sestavě se poprvé objevil ve třetím zápase Brightonu v sezóně, a to při prohře 1:0 na hřišti Liverpoolu. 5. ledna 2019 vstřelil Bissouma svůj první gól v dresu Albionu při svém debutu v FA Cupu při venkovní výhře 3:1 proti Bournemouthu ve třetím kole.
Bissouma kvůli zranění ramene vynechal prvních pět kol nové sezóny, na hřišti se poprvé objevil v zápase proti Newcastlu při bezbrankové remíze. Svůj vůbec první gól v Premier League vstřelil v posledním kole sezóny 2019/20 střelou z dálky při venkovní výhře 2:1 proti Burnley.
Bissouma dostal přímou červenou kartu při venkovním vítězství Brightonu 3:0 nad Newcastlem v druhém ligovém zápase sezóny 2020/21, a to za kopnutí do obličeje Jamala Lewise. Svůj první gól v sezóně vstřelil 3. října při venkovní prohře 4:2 proti Evertonu. 23. ledna 2021 v zápase čtvrtého kola FA Cupu vstřelil Bissouma gól z 30 metrů a poslal Brighton do vedení při domácí výhře 2:1 proti Blackpoolu. V průběhu sezóny byl Bissouma klíčovým hráčem Brightonu, když vynechal pouhé dvě ligové utkání. Spolu s jeho skvělou formou se objevily časté spekulace o jeho odchodě z klubu, když údajný zájem o jeho služby projevily kluby jako Arsenal či Liverpool.

## Reprezentační kariéra
Bissouma se narodil v Pobřeží slonoviny a vyrostl v Mali, které se později rozhodl reprezentovat na mezinárodní úrovni. V roce 2016 se zúčastnil Afrického mistrovství národů. V semifinále proti Pobřeží slonoviny přišel na hřiště v 76. minutě a v 89. minutě vstřelil rozhodující gól na 1:0. Ve finále však Mali prohrálo proti DR Kongo.
V létě 2019 musel kvůli zranění ramene vynechat závěrečný turnaj Africký pohár národů 2019, ve kterém Mali vypadlo v osmifinále s Pobřeží slonoviny.

## Osobní život
Jeden z hráčů Brightonu & Hove Albion byl 6. října 2021 zatčen a v anglických médiích se objevily spekulace, že tímto hráčem měl být právě Yves Bissouma. Údajným důvodem, proč byl fotbalista vzat do vazby, bylo podezření ze sexuálního napadení. „Jsme si vědomi toho, že jeden z našich hráčů pomáhá policii při vyšetřování údajného přestupku,“ potvrdili zástupci klubu z Premier League podle britského deníku The Guardian. „Záležitost podléhá zákonnému postupu, a klub proto v tuto chvíli nemůže učinit další vyjádření.“

## Statistiky

### Klubové
K 19. září 2021
| Klub                   | Sezóna  | Liga           | Liga   | Liga | Národní pohár | Národní pohár | Ligový pohár | Ligový pohár | Evropské poháry | Evropské poháry | Ostatní | Ostatní | Celkem | Celkem |
| Klub                   | Sezóna  | Liga           | Zápasy | Góly | Zápasy        | Góly          | Zápasy       | Góly         | Zápasy          | Góly            | Zápasy  | Góly    | Zápasy | Góly   |
| ---------------------- | ------- | -------------- | ------ | ---- | ------------- | ------------- | ------------ | ------------ | --------------- | --------------- | ------- | ------- | ------ | ------ |
| Lille                  | 2016/17 | Ligue 1        | 23     | 1    | 3             | 0             | 0            | 0            | 1               | 0               | —       | —       | 14     | 3      |
| Lille                  | 2017/18 | Ligue 1        | 24     | 2    | 2             | 1             | 2            | 0            | —               | —               | —       | —       | 28     | 3      |
| Lille                  | Celkem  | Celkem         | 47     | 3    | 5             | 1             | 2            | 0            | 1               | 0               | 0       | 0       | 55     | 4      |
| Brighton & Hove Albion | 2018/19 | Premier League | 28     | 0    | 5             | 1             | 1            | 0            | —               | —               | —       | —       | 34     | 1      |
| Brighton & Hove Albion | 2019/20 | Premier League | 22     | 1    | 1             | 0             | 0            | 0            | —               | —               | —       | —       | 23     | 1      |
| Brighton & Hove Albion | 2020/21 | Premier League | 36     | 1    | 3             | 1             | 0            | 0            | —               | —               | —       | —       | 39     | 2      |
| Brighton & Hove Albion | 2021/22 | Premier League | 5      | 0    | 0             | 0             | 0            | 0            | —               | —               | —       | —       | 5      | 0      |
| Brighton & Hove Albion | Celkem  | Celkem         | 91     | 2    | 9             | 2             | 1            | 0            | 0               | 0               | 0       | 0       | 101    | 4      |
| Celkem                 | Celkem  | Celkem         | 138    | 5    | 14            | 3             | 3            | 0            | 1               | 0               | 0       | 0       | 156    | 8      |

### Reprezentační
K 16. říjnu 2018
| Mali   | Mali   | Mali |
| Rok    | Zápasy | Góly |
| ------ | ------ | ---- |
| 2016   | 5      | 1    |
| 2017   | 8      | 2    |
| 2018   | 4      | 0    |
| Celkem | 17     | 3    |

#### Reprezentační góly
K 16. říjnu 2018. Skóre a výsledky Mali jsou vždy zapisovány jako první.
| Gól | Datum           | Místo                                     | Soupeř            | Skóre | Výsledek | Soutěž                                   |
| --- | --------------- | ----------------------------------------- | ----------------- | ----- | -------- | ---------------------------------------- |
| 1.  | 4. února 2016   | Stade Régional Nyamirambo, Kigali, Rwanda | Pobřeží slonoviny | 1:0   | 1:0      | Africké mistrovství národů 2016          |
| 2.  | 25. ledna 2017  | Stade d'Oyem, Oyem, Gabon                 | Uganda            | 1:1   | 1:1      | Africký pohár národů 2017                |
| 3.  | 10. června 2017 | Stade du 26 Mars, Bamako, Mali            | Gabon             | 2:1   | 2:1      | Kvalifikace na Africký pohár národů 2019 |

## Ocenění

### Reprezentační

#### Mali
- Africké mistrovství národů: 2016 (druhé místo)

### Tottenham
- Evropská liga UEFA:  2024/2025